# Gerardo Barbero
Gerardo Fabián Barbero (21 d'agost de 1961 - 4 de març de 2001), fou un jugador d'escacs argentí, que tenia el títol de Gran Mestre des de 1987.

## Biografia i resultats destacats en competició
Barbero va néixer a Lanús, però la seva infància i joventut van transcórrer a Rosario, província de Santa Fe, Argentina. El seu primer mestre d'escacs va ser el farmacèutic Rufino Aquino.
A la seva ciutat, va jugar en els clubs Provincial, Rosarino de Ajedrez, Newell's Old Boys i CAOVA, i fou campió de l'Associació Rosarina d'Escacs els tres cops que hi va participar.
Barbero fou cinquè al Campionat del món juvenil de 1978 a Graz (el campió fou Serguei Dolmatov). A nivell nacional, va ser tres vegades campió argentí en categories juvenils, i el 1984 es proclamà Campió absolut de l'Argentina. La FIDE li va atorgar els títols de Mestre Internacional el 1985 i de Gran Mestre el 1987.
A nivell internacional, va vèncer als torneigs de Montpeller 1986, Prokuplje 1987 i l'Obert de Kecskemét 1987.
Des de 1986 residia a Budapest, Hongria, on es va casar i va tenir un fill. A Hongria, es va fer amic de Bobby Fischer, a qui, segons el GM Eugenio Torre, "li agradava Barbero". Va morir a Budapest de càncer als 39 anys.
El tercer capítol del llibre de Tibor Karolyi de 2009 Genius in the Background està dedicat a ell.

### Participació en competicions per equips
Va participar sis vegades a les Olimpíades d'escacs representant l'Argentina, essent el primer tauler a l'olimpíada de Novi Sad 1990, on va obtenir el 50% dels punts.

### Partida notable
|   | a | b | c | d | e | f | g | h |   |
| 8 | d8 negres torre · e8 negres cavall · g8 negres rei · a7 negres torre · e7 negres dama · f7 negres peó · g7 negres peó · h7 negres peó · b6 blanques cavall · c6 negres peó · e6 negres peó · b5 negres alfil · c5 blanques peó · e5 blanques cavall · g5 blanques peó · b4 negres peó · d4 blanques peó · f4 blanques dama · b3 blanques peó · e3 blanques torre · f2 blanques peó · h2 blanques peó · e1 blanques torre · g1 blanques rei | d8 negres torre · e8 negres cavall · g8 negres rei · a7 negres torre · e7 negres dama · f7 negres peó · g7 negres peó · h7 negres peó · b6 blanques cavall · c6 negres peó · e6 negres peó · b5 negres alfil · c5 blanques peó · e5 blanques cavall · g5 blanques peó · b4 negres peó · d4 blanques peó · f4 blanques dama · b3 blanques peó · e3 blanques torre · f2 blanques peó · h2 blanques peó · e1 blanques torre · g1 blanques rei | d8 negres torre · e8 negres cavall · g8 negres rei · a7 negres torre · e7 negres dama · f7 negres peó · g7 negres peó · h7 negres peó · b6 blanques cavall · c6 negres peó · e6 negres peó · b5 negres alfil · c5 blanques peó · e5 blanques cavall · g5 blanques peó · b4 negres peó · d4 blanques peó · f4 blanques dama · b3 blanques peó · e3 blanques torre · f2 blanques peó · h2 blanques peó · e1 blanques torre · g1 blanques rei | d8 negres torre · e8 negres cavall · g8 negres rei · a7 negres torre · e7 negres dama · f7 negres peó · g7 negres peó · h7 negres peó · b6 blanques cavall · c6 negres peó · e6 negres peó · b5 negres alfil · c5 blanques peó · e5 blanques cavall · g5 blanques peó · b4 negres peó · d4 blanques peó · f4 blanques dama · b3 blanques peó · e3 blanques torre · f2 blanques peó · h2 blanques peó · e1 blanques torre · g1 blanques rei | d8 negres torre · e8 negres cavall · g8 negres rei · a7 negres torre · e7 negres dama · f7 negres peó · g7 negres peó · h7 negres peó · b6 blanques cavall · c6 negres peó · e6 negres peó · b5 negres alfil · c5 blanques peó · e5 blanques cavall · g5 blanques peó · b4 negres peó · d4 blanques peó · f4 blanques dama · b3 blanques peó · e3 blanques torre · f2 blanques peó · h2 blanques peó · e1 blanques torre · g1 blanques rei | d8 negres torre · e8 negres cavall · g8 negres rei · a7 negres torre · e7 negres dama · f7 negres peó · g7 negres peó · h7 negres peó · b6 blanques cavall · c6 negres peó · e6 negres peó · b5 negres alfil · c5 blanques peó · e5 blanques cavall · g5 blanques peó · b4 negres peó · d4 blanques peó · f4 blanques dama · b3 blanques peó · e3 blanques torre · f2 blanques peó · h2 blanques peó · e1 blanques torre · g1 blanques rei | d8 negres torre · e8 negres cavall · g8 negres rei · a7 negres torre · e7 negres dama · f7 negres peó · g7 negres peó · h7 negres peó · b6 blanques cavall · c6 negres peó · e6 negres peó · b5 negres alfil · c5 blanques peó · e5 blanques cavall · g5 blanques peó · b4 negres peó · d4 blanques peó · f4 blanques dama · b3 blanques peó · e3 blanques torre · f2 blanques peó · h2 blanques peó · e1 blanques torre · g1 blanques rei | d8 negres torre · e8 negres cavall · g8 negres rei · a7 negres torre · e7 negres dama · f7 negres peó · g7 negres peó · h7 negres peó · b6 blanques cavall · c6 negres peó · e6 negres peó · b5 negres alfil · c5 blanques peó · e5 blanques cavall · g5 blanques peó · b4 negres peó · d4 blanques peó · f4 blanques dama · b3 blanques peó · e3 blanques torre · f2 blanques peó · h2 blanques peó · e1 blanques torre · g1 blanques rei | 8 |
| 7 | d8 negres torre · e8 negres cavall · g8 negres rei · a7 negres torre · e7 negres dama · f7 negres peó · g7 negres peó · h7 negres peó · b6 blanques cavall · c6 negres peó · e6 negres peó · b5 negres alfil · c5 blanques peó · e5 blanques cavall · g5 blanques peó · b4 negres peó · d4 blanques peó · f4 blanques dama · b3 blanques peó · e3 blanques torre · f2 blanques peó · h2 blanques peó · e1 blanques torre · g1 blanques rei | d8 negres torre · e8 negres cavall · g8 negres rei · a7 negres torre · e7 negres dama · f7 negres peó · g7 negres peó · h7 negres peó · b6 blanques cavall · c6 negres peó · e6 negres peó · b5 negres alfil · c5 blanques peó · e5 blanques cavall · g5 blanques peó · b4 negres peó · d4 blanques peó · f4 blanques dama · b3 blanques peó · e3 blanques torre · f2 blanques peó · h2 blanques peó · e1 blanques torre · g1 blanques rei | d8 negres torre · e8 negres cavall · g8 negres rei · a7 negres torre · e7 negres dama · f7 negres peó · g7 negres peó · h7 negres peó · b6 blanques cavall · c6 negres peó · e6 negres peó · b5 negres alfil · c5 blanques peó · e5 blanques cavall · g5 blanques peó · b4 negres peó · d4 blanques peó · f4 blanques dama · b3 blanques peó · e3 blanques torre · f2 blanques peó · h2 blanques peó · e1 blanques torre · g1 blanques rei | d8 negres torre · e8 negres cavall · g8 negres rei · a7 negres torre · e7 negres dama · f7 negres peó · g7 negres peó · h7 negres peó · b6 blanques cavall · c6 negres peó · e6 negres peó · b5 negres alfil · c5 blanques peó · e5 blanques cavall · g5 blanques peó · b4 negres peó · d4 blanques peó · f4 blanques dama · b3 blanques peó · e3 blanques torre · f2 blanques peó · h2 blanques peó · e1 blanques torre · g1 blanques rei | d8 negres torre · e8 negres cavall · g8 negres rei · a7 negres torre · e7 negres dama · f7 negres peó · g7 negres peó · h7 negres peó · b6 blanques cavall · c6 negres peó · e6 negres peó · b5 negres alfil · c5 blanques peó · e5 blanques cavall · g5 blanques peó · b4 negres peó · d4 blanques peó · f4 blanques dama · b3 blanques peó · e3 blanques torre · f2 blanques peó · h2 blanques peó · e1 blanques torre · g1 blanques rei | d8 negres torre · e8 negres cavall · g8 negres rei · a7 negres torre · e7 negres dama · f7 negres peó · g7 negres peó · h7 negres peó · b6 blanques cavall · c6 negres peó · e6 negres peó · b5 negres alfil · c5 blanques peó · e5 blanques cavall · g5 blanques peó · b4 negres peó · d4 blanques peó · f4 blanques dama · b3 blanques peó · e3 blanques torre · f2 blanques peó · h2 blanques peó · e1 blanques torre · g1 blanques rei | d8 negres torre · e8 negres cavall · g8 negres rei · a7 negres torre · e7 negres dama · f7 negres peó · g7 negres peó · h7 negres peó · b6 blanques cavall · c6 negres peó · e6 negres peó · b5 negres alfil · c5 blanques peó · e5 blanques cavall · g5 blanques peó · b4 negres peó · d4 blanques peó · f4 blanques dama · b3 blanques peó · e3 blanques torre · f2 blanques peó · h2 blanques peó · e1 blanques torre · g1 blanques rei | d8 negres torre · e8 negres cavall · g8 negres rei · a7 negres torre · e7 negres dama · f7 negres peó · g7 negres peó · h7 negres peó · b6 blanques cavall · c6 negres peó · e6 negres peó · b5 negres alfil · c5 blanques peó · e5 blanques cavall · g5 blanques peó · b4 negres peó · d4 blanques peó · f4 blanques dama · b3 blanques peó · e3 blanques torre · f2 blanques peó · h2 blanques peó · e1 blanques torre · g1 blanques rei | 7 |
| 6 | d8 negres torre · e8 negres cavall · g8 negres rei · a7 negres torre · e7 negres dama · f7 negres peó · g7 negres peó · h7 negres peó · b6 blanques cavall · c6 negres peó · e6 negres peó · b5 negres alfil · c5 blanques peó · e5 blanques cavall · g5 blanques peó · b4 negres peó · d4 blanques peó · f4 blanques dama · b3 blanques peó · e3 blanques torre · f2 blanques peó · h2 blanques peó · e1 blanques torre · g1 blanques rei | d8 negres torre · e8 negres cavall · g8 negres rei · a7 negres torre · e7 negres dama · f7 negres peó · g7 negres peó · h7 negres peó · b6 blanques cavall · c6 negres peó · e6 negres peó · b5 negres alfil · c5 blanques peó · e5 blanques cavall · g5 blanques peó · b4 negres peó · d4 blanques peó · f4 blanques dama · b3 blanques peó · e3 blanques torre · f2 blanques peó · h2 blanques peó · e1 blanques torre · g1 blanques rei | d8 negres torre · e8 negres cavall · g8 negres rei · a7 negres torre · e7 negres dama · f7 negres peó · g7 negres peó · h7 negres peó · b6 blanques cavall · c6 negres peó · e6 negres peó · b5 negres alfil · c5 blanques peó · e5 blanques cavall · g5 blanques peó · b4 negres peó · d4 blanques peó · f4 blanques dama · b3 blanques peó · e3 blanques torre · f2 blanques peó · h2 blanques peó · e1 blanques torre · g1 blanques rei | d8 negres torre · e8 negres cavall · g8 negres rei · a7 negres torre · e7 negres dama · f7 negres peó · g7 negres peó · h7 negres peó · b6 blanques cavall · c6 negres peó · e6 negres peó · b5 negres alfil · c5 blanques peó · e5 blanques cavall · g5 blanques peó · b4 negres peó · d4 blanques peó · f4 blanques dama · b3 blanques peó · e3 blanques torre · f2 blanques peó · h2 blanques peó · e1 blanques torre · g1 blanques rei | d8 negres torre · e8 negres cavall · g8 negres rei · a7 negres torre · e7 negres dama · f7 negres peó · g7 negres peó · h7 negres peó · b6 blanques cavall · c6 negres peó · e6 negres peó · b5 negres alfil · c5 blanques peó · e5 blanques cavall · g5 blanques peó · b4 negres peó · d4 blanques peó · f4 blanques dama · b3 blanques peó · e3 blanques torre · f2 blanques peó · h2 blanques peó · e1 blanques torre · g1 blanques rei | d8 negres torre · e8 negres cavall · g8 negres rei · a7 negres torre · e7 negres dama · f7 negres peó · g7 negres peó · h7 negres peó · b6 blanques cavall · c6 negres peó · e6 negres peó · b5 negres alfil · c5 blanques peó · e5 blanques cavall · g5 blanques peó · b4 negres peó · d4 blanques peó · f4 blanques dama · b3 blanques peó · e3 blanques torre · f2 blanques peó · h2 blanques peó · e1 blanques torre · g1 blanques rei | d8 negres torre · e8 negres cavall · g8 negres rei · a7 negres torre · e7 negres dama · f7 negres peó · g7 negres peó · h7 negres peó · b6 blanques cavall · c6 negres peó · e6 negres peó · b5 negres alfil · c5 blanques peó · e5 blanques cavall · g5 blanques peó · b4 negres peó · d4 blanques peó · f4 blanques dama · b3 blanques peó · e3 blanques torre · f2 blanques peó · h2 blanques peó · e1 blanques torre · g1 blanques rei | d8 negres torre · e8 negres cavall · g8 negres rei · a7 negres torre · e7 negres dama · f7 negres peó · g7 negres peó · h7 negres peó · b6 blanques cavall · c6 negres peó · e6 negres peó · b5 negres alfil · c5 blanques peó · e5 blanques cavall · g5 blanques peó · b4 negres peó · d4 blanques peó · f4 blanques dama · b3 blanques peó · e3 blanques torre · f2 blanques peó · h2 blanques peó · e1 blanques torre · g1 blanques rei | 6 |
| 5 | d8 negres torre · e8 negres cavall · g8 negres rei · a7 negres torre · e7 negres dama · f7 negres peó · g7 negres peó · h7 negres peó · b6 blanques cavall · c6 negres peó · e6 negres peó · b5 negres alfil · c5 blanques peó · e5 blanques cavall · g5 blanques peó · b4 negres peó · d4 blanques peó · f4 blanques dama · b3 blanques peó · e3 blanques torre · f2 blanques peó · h2 blanques peó · e1 blanques torre · g1 blanques rei | d8 negres torre · e8 negres cavall · g8 negres rei · a7 negres torre · e7 negres dama · f7 negres peó · g7 negres peó · h7 negres peó · b6 blanques cavall · c6 negres peó · e6 negres peó · b5 negres alfil · c5 blanques peó · e5 blanques cavall · g5 blanques peó · b4 negres peó · d4 blanques peó · f4 blanques dama · b3 blanques peó · e3 blanques torre · f2 blanques peó · h2 blanques peó · e1 blanques torre · g1 blanques rei | d8 negres torre · e8 negres cavall · g8 negres rei · a7 negres torre · e7 negres dama · f7 negres peó · g7 negres peó · h7 negres peó · b6 blanques cavall · c6 negres peó · e6 negres peó · b5 negres alfil · c5 blanques peó · e5 blanques cavall · g5 blanques peó · b4 negres peó · d4 blanques peó · f4 blanques dama · b3 blanques peó · e3 blanques torre · f2 blanques peó · h2 blanques peó · e1 blanques torre · g1 blanques rei | d8 negres torre · e8 negres cavall · g8 negres rei · a7 negres torre · e7 negres dama · f7 negres peó · g7 negres peó · h7 negres peó · b6 blanques cavall · c6 negres peó · e6 negres peó · b5 negres alfil · c5 blanques peó · e5 blanques cavall · g5 blanques peó · b4 negres peó · d4 blanques peó · f4 blanques dama · b3 blanques peó · e3 blanques torre · f2 blanques peó · h2 blanques peó · e1 blanques torre · g1 blanques rei | d8 negres torre · e8 negres cavall · g8 negres rei · a7 negres torre · e7 negres dama · f7 negres peó · g7 negres peó · h7 negres peó · b6 blanques cavall · c6 negres peó · e6 negres peó · b5 negres alfil · c5 blanques peó · e5 blanques cavall · g5 blanques peó · b4 negres peó · d4 blanques peó · f4 blanques dama · b3 blanques peó · e3 blanques torre · f2 blanques peó · h2 blanques peó · e1 blanques torre · g1 blanques rei | d8 negres torre · e8 negres cavall · g8 negres rei · a7 negres torre · e7 negres dama · f7 negres peó · g7 negres peó · h7 negres peó · b6 blanques cavall · c6 negres peó · e6 negres peó · b5 negres alfil · c5 blanques peó · e5 blanques cavall · g5 blanques peó · b4 negres peó · d4 blanques peó · f4 blanques dama · b3 blanques peó · e3 blanques torre · f2 blanques peó · h2 blanques peó · e1 blanques torre · g1 blanques rei | d8 negres torre · e8 negres cavall · g8 negres rei · a7 negres torre · e7 negres dama · f7 negres peó · g7 negres peó · h7 negres peó · b6 blanques cavall · c6 negres peó · e6 negres peó · b5 negres alfil · c5 blanques peó · e5 blanques cavall · g5 blanques peó · b4 negres peó · d4 blanques peó · f4 blanques dama · b3 blanques peó · e3 blanques torre · f2 blanques peó · h2 blanques peó · e1 blanques torre · g1 blanques rei | d8 negres torre · e8 negres cavall · g8 negres rei · a7 negres torre · e7 negres dama · f7 negres peó · g7 negres peó · h7 negres peó · b6 blanques cavall · c6 negres peó · e6 negres peó · b5 negres alfil · c5 blanques peó · e5 blanques cavall · g5 blanques peó · b4 negres peó · d4 blanques peó · f4 blanques dama · b3 blanques peó · e3 blanques torre · f2 blanques peó · h2 blanques peó · e1 blanques torre · g1 blanques rei | 5 |
| 4 | d8 negres torre · e8 negres cavall · g8 negres rei · a7 negres torre · e7 negres dama · f7 negres peó · g7 negres peó · h7 negres peó · b6 blanques cavall · c6 negres peó · e6 negres peó · b5 negres alfil · c5 blanques peó · e5 blanques cavall · g5 blanques peó · b4 negres peó · d4 blanques peó · f4 blanques dama · b3 blanques peó · e3 blanques torre · f2 blanques peó · h2 blanques peó · e1 blanques torre · g1 blanques rei | d8 negres torre · e8 negres cavall · g8 negres rei · a7 negres torre · e7 negres dama · f7 negres peó · g7 negres peó · h7 negres peó · b6 blanques cavall · c6 negres peó · e6 negres peó · b5 negres alfil · c5 blanques peó · e5 blanques cavall · g5 blanques peó · b4 negres peó · d4 blanques peó · f4 blanques dama · b3 blanques peó · e3 blanques torre · f2 blanques peó · h2 blanques peó · e1 blanques torre · g1 blanques rei | d8 negres torre · e8 negres cavall · g8 negres rei · a7 negres torre · e7 negres dama · f7 negres peó · g7 negres peó · h7 negres peó · b6 blanques cavall · c6 negres peó · e6 negres peó · b5 negres alfil · c5 blanques peó · e5 blanques cavall · g5 blanques peó · b4 negres peó · d4 blanques peó · f4 blanques dama · b3 blanques peó · e3 blanques torre · f2 blanques peó · h2 blanques peó · e1 blanques torre · g1 blanques rei | d8 negres torre · e8 negres cavall · g8 negres rei · a7 negres torre · e7 negres dama · f7 negres peó · g7 negres peó · h7 negres peó · b6 blanques cavall · c6 negres peó · e6 negres peó · b5 negres alfil · c5 blanques peó · e5 blanques cavall · g5 blanques peó · b4 negres peó · d4 blanques peó · f4 blanques dama · b3 blanques peó · e3 blanques torre · f2 blanques peó · h2 blanques peó · e1 blanques torre · g1 blanques rei | d8 negres torre · e8 negres cavall · g8 negres rei · a7 negres torre · e7 negres dama · f7 negres peó · g7 negres peó · h7 negres peó · b6 blanques cavall · c6 negres peó · e6 negres peó · b5 negres alfil · c5 blanques peó · e5 blanques cavall · g5 blanques peó · b4 negres peó · d4 blanques peó · f4 blanques dama · b3 blanques peó · e3 blanques torre · f2 blanques peó · h2 blanques peó · e1 blanques torre · g1 blanques rei | d8 negres torre · e8 negres cavall · g8 negres rei · a7 negres torre · e7 negres dama · f7 negres peó · g7 negres peó · h7 negres peó · b6 blanques cavall · c6 negres peó · e6 negres peó · b5 negres alfil · c5 blanques peó · e5 blanques cavall · g5 blanques peó · b4 negres peó · d4 blanques peó · f4 blanques dama · b3 blanques peó · e3 blanques torre · f2 blanques peó · h2 blanques peó · e1 blanques torre · g1 blanques rei | d8 negres torre · e8 negres cavall · g8 negres rei · a7 negres torre · e7 negres dama · f7 negres peó · g7 negres peó · h7 negres peó · b6 blanques cavall · c6 negres peó · e6 negres peó · b5 negres alfil · c5 blanques peó · e5 blanques cavall · g5 blanques peó · b4 negres peó · d4 blanques peó · f4 blanques dama · b3 blanques peó · e3 blanques torre · f2 blanques peó · h2 blanques peó · e1 blanques torre · g1 blanques rei | d8 negres torre · e8 negres cavall · g8 negres rei · a7 negres torre · e7 negres dama · f7 negres peó · g7 negres peó · h7 negres peó · b6 blanques cavall · c6 negres peó · e6 negres peó · b5 negres alfil · c5 blanques peó · e5 blanques cavall · g5 blanques peó · b4 negres peó · d4 blanques peó · f4 blanques dama · b3 blanques peó · e3 blanques torre · f2 blanques peó · h2 blanques peó · e1 blanques torre · g1 blanques rei | 4 |
| 3 | d8 negres torre · e8 negres cavall · g8 negres rei · a7 negres torre · e7 negres dama · f7 negres peó · g7 negres peó · h7 negres peó · b6 blanques cavall · c6 negres peó · e6 negres peó · b5 negres alfil · c5 blanques peó · e5 blanques cavall · g5 blanques peó · b4 negres peó · d4 blanques peó · f4 blanques dama · b3 blanques peó · e3 blanques torre · f2 blanques peó · h2 blanques peó · e1 blanques torre · g1 blanques rei | d8 negres torre · e8 negres cavall · g8 negres rei · a7 negres torre · e7 negres dama · f7 negres peó · g7 negres peó · h7 negres peó · b6 blanques cavall · c6 negres peó · e6 negres peó · b5 negres alfil · c5 blanques peó · e5 blanques cavall · g5 blanques peó · b4 negres peó · d4 blanques peó · f4 blanques dama · b3 blanques peó · e3 blanques torre · f2 blanques peó · h2 blanques peó · e1 blanques torre · g1 blanques rei | d8 negres torre · e8 negres cavall · g8 negres rei · a7 negres torre · e7 negres dama · f7 negres peó · g7 negres peó · h7 negres peó · b6 blanques cavall · c6 negres peó · e6 negres peó · b5 negres alfil · c5 blanques peó · e5 blanques cavall · g5 blanques peó · b4 negres peó · d4 blanques peó · f4 blanques dama · b3 blanques peó · e3 blanques torre · f2 blanques peó · h2 blanques peó · e1 blanques torre · g1 blanques rei | d8 negres torre · e8 negres cavall · g8 negres rei · a7 negres torre · e7 negres dama · f7 negres peó · g7 negres peó · h7 negres peó · b6 blanques cavall · c6 negres peó · e6 negres peó · b5 negres alfil · c5 blanques peó · e5 blanques cavall · g5 blanques peó · b4 negres peó · d4 blanques peó · f4 blanques dama · b3 blanques peó · e3 blanques torre · f2 blanques peó · h2 blanques peó · e1 blanques torre · g1 blanques rei | d8 negres torre · e8 negres cavall · g8 negres rei · a7 negres torre · e7 negres dama · f7 negres peó · g7 negres peó · h7 negres peó · b6 blanques cavall · c6 negres peó · e6 negres peó · b5 negres alfil · c5 blanques peó · e5 blanques cavall · g5 blanques peó · b4 negres peó · d4 blanques peó · f4 blanques dama · b3 blanques peó · e3 blanques torre · f2 blanques peó · h2 blanques peó · e1 blanques torre · g1 blanques rei | d8 negres torre · e8 negres cavall · g8 negres rei · a7 negres torre · e7 negres dama · f7 negres peó · g7 negres peó · h7 negres peó · b6 blanques cavall · c6 negres peó · e6 negres peó · b5 negres alfil · c5 blanques peó · e5 blanques cavall · g5 blanques peó · b4 negres peó · d4 blanques peó · f4 blanques dama · b3 blanques peó · e3 blanques torre · f2 blanques peó · h2 blanques peó · e1 blanques torre · g1 blanques rei | d8 negres torre · e8 negres cavall · g8 negres rei · a7 negres torre · e7 negres dama · f7 negres peó · g7 negres peó · h7 negres peó · b6 blanques cavall · c6 negres peó · e6 negres peó · b5 negres alfil · c5 blanques peó · e5 blanques cavall · g5 blanques peó · b4 negres peó · d4 blanques peó · f4 blanques dama · b3 blanques peó · e3 blanques torre · f2 blanques peó · h2 blanques peó · e1 blanques torre · g1 blanques rei | d8 negres torre · e8 negres cavall · g8 negres rei · a7 negres torre · e7 negres dama · f7 negres peó · g7 negres peó · h7 negres peó · b6 blanques cavall · c6 negres peó · e6 negres peó · b5 negres alfil · c5 blanques peó · e5 blanques cavall · g5 blanques peó · b4 negres peó · d4 blanques peó · f4 blanques dama · b3 blanques peó · e3 blanques torre · f2 blanques peó · h2 blanques peó · e1 blanques torre · g1 blanques rei | 3 |
| 2 | d8 negres torre · e8 negres cavall · g8 negres rei · a7 negres torre · e7 negres dama · f7 negres peó · g7 negres peó · h7 negres peó · b6 blanques cavall · c6 negres peó · e6 negres peó · b5 negres alfil · c5 blanques peó · e5 blanques cavall · g5 blanques peó · b4 negres peó · d4 blanques peó · f4 blanques dama · b3 blanques peó · e3 blanques torre · f2 blanques peó · h2 blanques peó · e1 blanques torre · g1 blanques rei | d8 negres torre · e8 negres cavall · g8 negres rei · a7 negres torre · e7 negres dama · f7 negres peó · g7 negres peó · h7 negres peó · b6 blanques cavall · c6 negres peó · e6 negres peó · b5 negres alfil · c5 blanques peó · e5 blanques cavall · g5 blanques peó · b4 negres peó · d4 blanques peó · f4 blanques dama · b3 blanques peó · e3 blanques torre · f2 blanques peó · h2 blanques peó · e1 blanques torre · g1 blanques rei | d8 negres torre · e8 negres cavall · g8 negres rei · a7 negres torre · e7 negres dama · f7 negres peó · g7 negres peó · h7 negres peó · b6 blanques cavall · c6 negres peó · e6 negres peó · b5 negres alfil · c5 blanques peó · e5 blanques cavall · g5 blanques peó · b4 negres peó · d4 blanques peó · f4 blanques dama · b3 blanques peó · e3 blanques torre · f2 blanques peó · h2 blanques peó · e1 blanques torre · g1 blanques rei | d8 negres torre · e8 negres cavall · g8 negres rei · a7 negres torre · e7 negres dama · f7 negres peó · g7 negres peó · h7 negres peó · b6 blanques cavall · c6 negres peó · e6 negres peó · b5 negres alfil · c5 blanques peó · e5 blanques cavall · g5 blanques peó · b4 negres peó · d4 blanques peó · f4 blanques dama · b3 blanques peó · e3 blanques torre · f2 blanques peó · h2 blanques peó · e1 blanques torre · g1 blanques rei | d8 negres torre · e8 negres cavall · g8 negres rei · a7 negres torre · e7 negres dama · f7 negres peó · g7 negres peó · h7 negres peó · b6 blanques cavall · c6 negres peó · e6 negres peó · b5 negres alfil · c5 blanques peó · e5 blanques cavall · g5 blanques peó · b4 negres peó · d4 blanques peó · f4 blanques dama · b3 blanques peó · e3 blanques torre · f2 blanques peó · h2 blanques peó · e1 blanques torre · g1 blanques rei | d8 negres torre · e8 negres cavall · g8 negres rei · a7 negres torre · e7 negres dama · f7 negres peó · g7 negres peó · h7 negres peó · b6 blanques cavall · c6 negres peó · e6 negres peó · b5 negres alfil · c5 blanques peó · e5 blanques cavall · g5 blanques peó · b4 negres peó · d4 blanques peó · f4 blanques dama · b3 blanques peó · e3 blanques torre · f2 blanques peó · h2 blanques peó · e1 blanques torre · g1 blanques rei | d8 negres torre · e8 negres cavall · g8 negres rei · a7 negres torre · e7 negres dama · f7 negres peó · g7 negres peó · h7 negres peó · b6 blanques cavall · c6 negres peó · e6 negres peó · b5 negres alfil · c5 blanques peó · e5 blanques cavall · g5 blanques peó · b4 negres peó · d4 blanques peó · f4 blanques dama · b3 blanques peó · e3 blanques torre · f2 blanques peó · h2 blanques peó · e1 blanques torre · g1 blanques rei | d8 negres torre · e8 negres cavall · g8 negres rei · a7 negres torre · e7 negres dama · f7 negres peó · g7 negres peó · h7 negres peó · b6 blanques cavall · c6 negres peó · e6 negres peó · b5 negres alfil · c5 blanques peó · e5 blanques cavall · g5 blanques peó · b4 negres peó · d4 blanques peó · f4 blanques dama · b3 blanques peó · e3 blanques torre · f2 blanques peó · h2 blanques peó · e1 blanques torre · g1 blanques rei | 2 |
| 1 | d8 negres torre · e8 negres cavall · g8 negres rei · a7 negres torre · e7 negres dama · f7 negres peó · g7 negres peó · h7 negres peó · b6 blanques cavall · c6 negres peó · e6 negres peó · b5 negres alfil · c5 blanques peó · e5 blanques cavall · g5 blanques peó · b4 negres peó · d4 blanques peó · f4 blanques dama · b3 blanques peó · e3 blanques torre · f2 blanques peó · h2 blanques peó · e1 blanques torre · g1 blanques rei | d8 negres torre · e8 negres cavall · g8 negres rei · a7 negres torre · e7 negres dama · f7 negres peó · g7 negres peó · h7 negres peó · b6 blanques cavall · c6 negres peó · e6 negres peó · b5 negres alfil · c5 blanques peó · e5 blanques cavall · g5 blanques peó · b4 negres peó · d4 blanques peó · f4 blanques dama · b3 blanques peó · e3 blanques torre · f2 blanques peó · h2 blanques peó · e1 blanques torre · g1 blanques rei | d8 negres torre · e8 negres cavall · g8 negres rei · a7 negres torre · e7 negres dama · f7 negres peó · g7 negres peó · h7 negres peó · b6 blanques cavall · c6 negres peó · e6 negres peó · b5 negres alfil · c5 blanques peó · e5 blanques cavall · g5 blanques peó · b4 negres peó · d4 blanques peó · f4 blanques dama · b3 blanques peó · e3 blanques torre · f2 blanques peó · h2 blanques peó · e1 blanques torre · g1 blanques rei | d8 negres torre · e8 negres cavall · g8 negres rei · a7 negres torre · e7 negres dama · f7 negres peó · g7 negres peó · h7 negres peó · b6 blanques cavall · c6 negres peó · e6 negres peó · b5 negres alfil · c5 blanques peó · e5 blanques cavall · g5 blanques peó · b4 negres peó · d4 blanques peó · f4 blanques dama · b3 blanques peó · e3 blanques torre · f2 blanques peó · h2 blanques peó · e1 blanques torre · g1 blanques rei | d8 negres torre · e8 negres cavall · g8 negres rei · a7 negres torre · e7 negres dama · f7 negres peó · g7 negres peó · h7 negres peó · b6 blanques cavall · c6 negres peó · e6 negres peó · b5 negres alfil · c5 blanques peó · e5 blanques cavall · g5 blanques peó · b4 negres peó · d4 blanques peó · f4 blanques dama · b3 blanques peó · e3 blanques torre · f2 blanques peó · h2 blanques peó · e1 blanques torre · g1 blanques rei | d8 negres torre · e8 negres cavall · g8 negres rei · a7 negres torre · e7 negres dama · f7 negres peó · g7 negres peó · h7 negres peó · b6 blanques cavall · c6 negres peó · e6 negres peó · b5 negres alfil · c5 blanques peó · e5 blanques cavall · g5 blanques peó · b4 negres peó · d4 blanques peó · f4 blanques dama · b3 blanques peó · e3 blanques torre · f2 blanques peó · h2 blanques peó · e1 blanques torre · g1 blanques rei | d8 negres torre · e8 negres cavall · g8 negres rei · a7 negres torre · e7 negres dama · f7 negres peó · g7 negres peó · h7 negres peó · b6 blanques cavall · c6 negres peó · e6 negres peó · b5 negres alfil · c5 blanques peó · e5 blanques cavall · g5 blanques peó · b4 negres peó · d4 blanques peó · f4 blanques dama · b3 blanques peó · e3 blanques torre · f2 blanques peó · h2 blanques peó · e1 blanques torre · g1 blanques rei | d8 negres torre · e8 negres cavall · g8 negres rei · a7 negres torre · e7 negres dama · f7 negres peó · g7 negres peó · h7 negres peó · b6 blanques cavall · c6 negres peó · e6 negres peó · b5 negres alfil · c5 blanques peó · e5 blanques cavall · g5 blanques peó · b4 negres peó · d4 blanques peó · f4 blanques dama · b3 blanques peó · e3 blanques torre · f2 blanques peó · h2 blanques peó · e1 blanques torre · g1 blanques rei | 1 |
|   | a | b | c | d | e | f | g | h |   |

El 1991 va guanyar aquesta partida contra Bent Larsen a Buenos Aires (defensa semieslava):
1.d4 Cf6 2.c4 e6 3.Cf3 d5 4.Cc3 c6 5.e3 Cbd7 6.Dc2 Ae7 7.b3 a6 8.Ad3 b5 9.O-O O-O 10.e4 b4 11.Ca4 dxe4 12.Axe4 Ab7 13.Ag5 Cxe4 14.Axe7 Dxe7 15.Dxe4 Tab8 16.c5 a5 17.Tfe1 Tbd8 18.a3 Cf6 19.Dh4 Aa6 20.axb4 axb4 21.Cb6 Ab5 22.Df4 Tb8 23.Ce5 Tfd8 24.Te3 Tb7 25.g4 Ta7 26.Tae1 Ce8 27.g5 f6 28.Cf3 Cc7 29.gxf6 gxf6 30.Ch4 Df7 31.Rh1 Rh8 32.Tg1 Df8 33.Cg6+ hxg6 34.Th3+ 1-0.